# 1904년 하계 올림픽 육상 남자 56lb던지기
1904년 하계 올림픽 육상 남자 56lb던지기는 미국 세인트루이스에서 개최된 1904년 하계 올림픽 육상의 세부 종목이다. 9월 1일에 2개국에서 6명의 선수가 참가하였다.

## 경기장
| 도시         | 경기장        | 원어명        | 비고    |
| ------------ | ------------- | ------------- | ------- |
| 세인트루이스 |               |               | 전 경기 |
| 세인트루이스 | 프랜시스 필드 | Francis Field | 전 경기 |

## 경기 결과
| 순위 | 선수                  | 기록    | 비고 |
| ---- | --------------------- | ------- | ---- |
| 1    | 에틴 데스마르퇴 (CAN) | 10.46 m |      |
| 2    | 존 플래너건 (USA)     | 10.16 m |      |
| 3    | 제임스 미첼 (USA)     | 10.13 m |      |
| 4    | 찰스 헤네먼 (USA)     | 9.18 m  |      |
| 5    | 찰스 채드윅 (USA)     |         |      |
| 6    | 랄프 로즈 (USA)       | 8.53 m  |      |

## 메달리스트
| 종목            | 금                       | 은                 | 동                 |
| --------------- | ------------------------ | ------------------ | ------------------ |
| 남자 56lb던지기 | 에틴 데스마르퇴 · 캐나다 | 존 플래너건 · 미국 | 제임스 미첼 · 미국 |

## 범례
|  | 세계 신기록                  |  |                   | 아프리카 신기록 |                      | Q | 예선 통과 |
|  | 올림픽 신기록                |  | 북아메리카 신기록 | DNS             | 경기를 시작하지 않음 |   |           |
|  |                              |  | 아시아 신기록     | DNF             | 경기를 마치지 않음   |   |           |
|  | 국가 신기록                  |  | 유럽 신기록       | DSQ             | 실격                 |   |           |
|  | 개인 최고 기록 (개인 신기록) |  | 오세아니아 신기록 | WD              | 기권                 |   |           |
|  | 시즌 최고 기록 (시즌 신기록) |  | 남아메리카 신기록 | NM              | 기록 없음            |   |           |

## 참고 문헌
- 국제 올림픽 위원회 - 1904년 하계 올림픽 육상 경기 결과 (영어)
- (영어) George Seymour Lyon - 1904년 올림픽 금메달리스트
- (폴란드어) Pawel, Wudarski (1999). “Wyniki Igrzysk Olimpijskich”. 2008년 10월 14일에 원본 문서에서 보존된 문서. 2006년 12월 17일에 확인함.
- (영어) “Athletics at the 1904 St. Louis Summer Games: Men's 56 Pound Weight Throw”. sports-reference.com. 2020년 4월 17일에 원본 문서에서 보존된 문서. 2019년 1월 26일에 확인함.
- (영어) De Wael, Herman. “Herman's Full Olympians: "Athletics 1904".”. 2016년 3월 5일에 원본 문서에서 보존된 문서. 2019년 1월 26일에 확인함.